# Club de Fútbol Barceloneta
El Club de Fútbol Barceloneta es un club de fútbol catalán del barrio de la Barceloneta, en Barcelona.
Nace el año 1930.   Tras el paréntesis de la Guerra Civil el club reanudó la actividad. En 1947 nació en el barrio la Peña Barcelonista de la Barceloneta, y en estos años aparecen el San Carlos y el Atlántico Marítimo .   Estos clubes mantuvieron fuerte rivalidad en el barrio durante veinticinco años y finalmente decidieron fusionarse bajo el nombre de Club de Fútbol Barceloneta .  En 1992, el ayuntamiento construyó un campo de fútbol en el Parque de la Catalana que fue cedido al club en régimen de concesión municipal, que fue inaugurado el 5 de octubre de 1994 . 

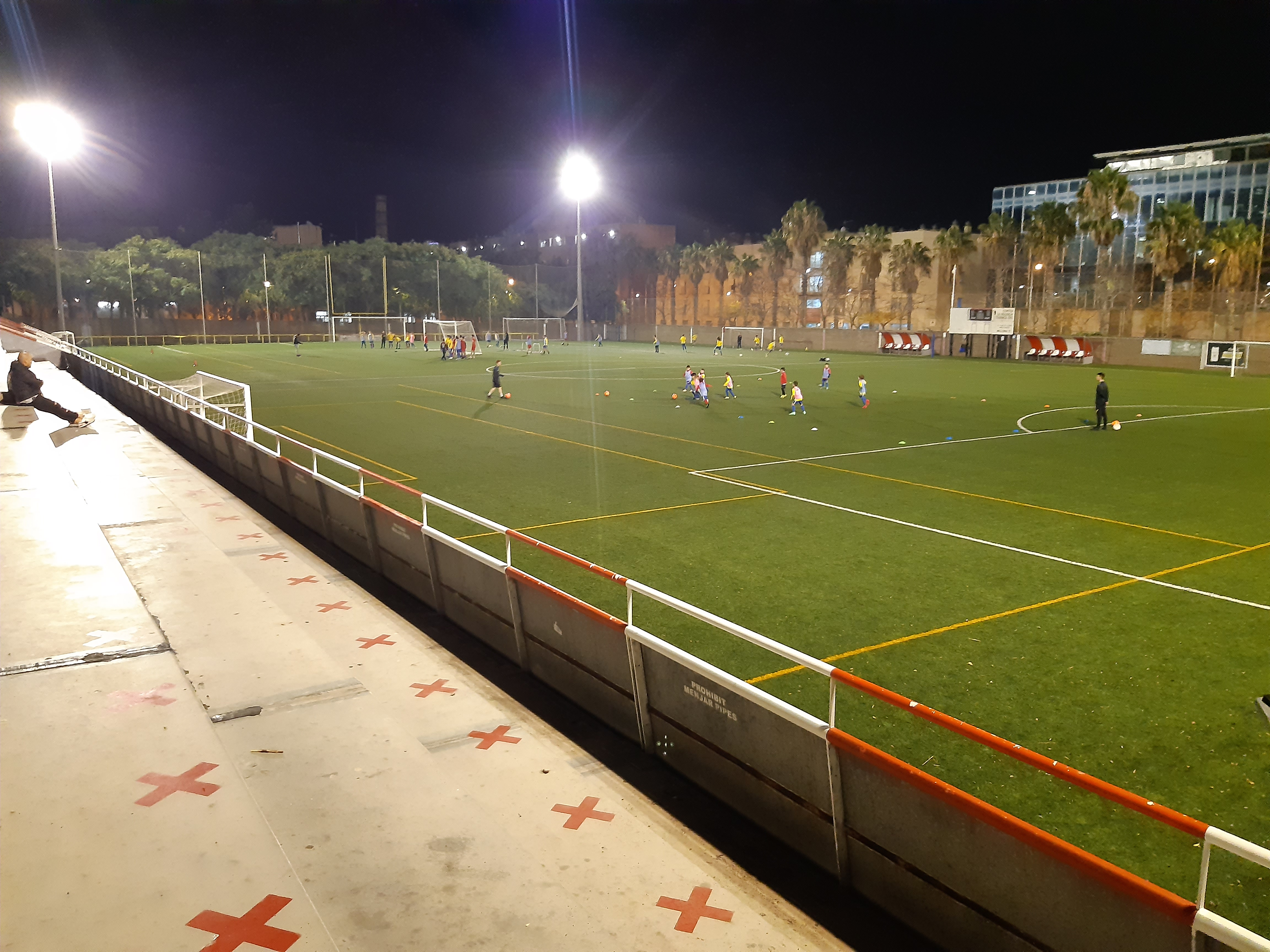
Campo del Club de Fútbol Barceloneta

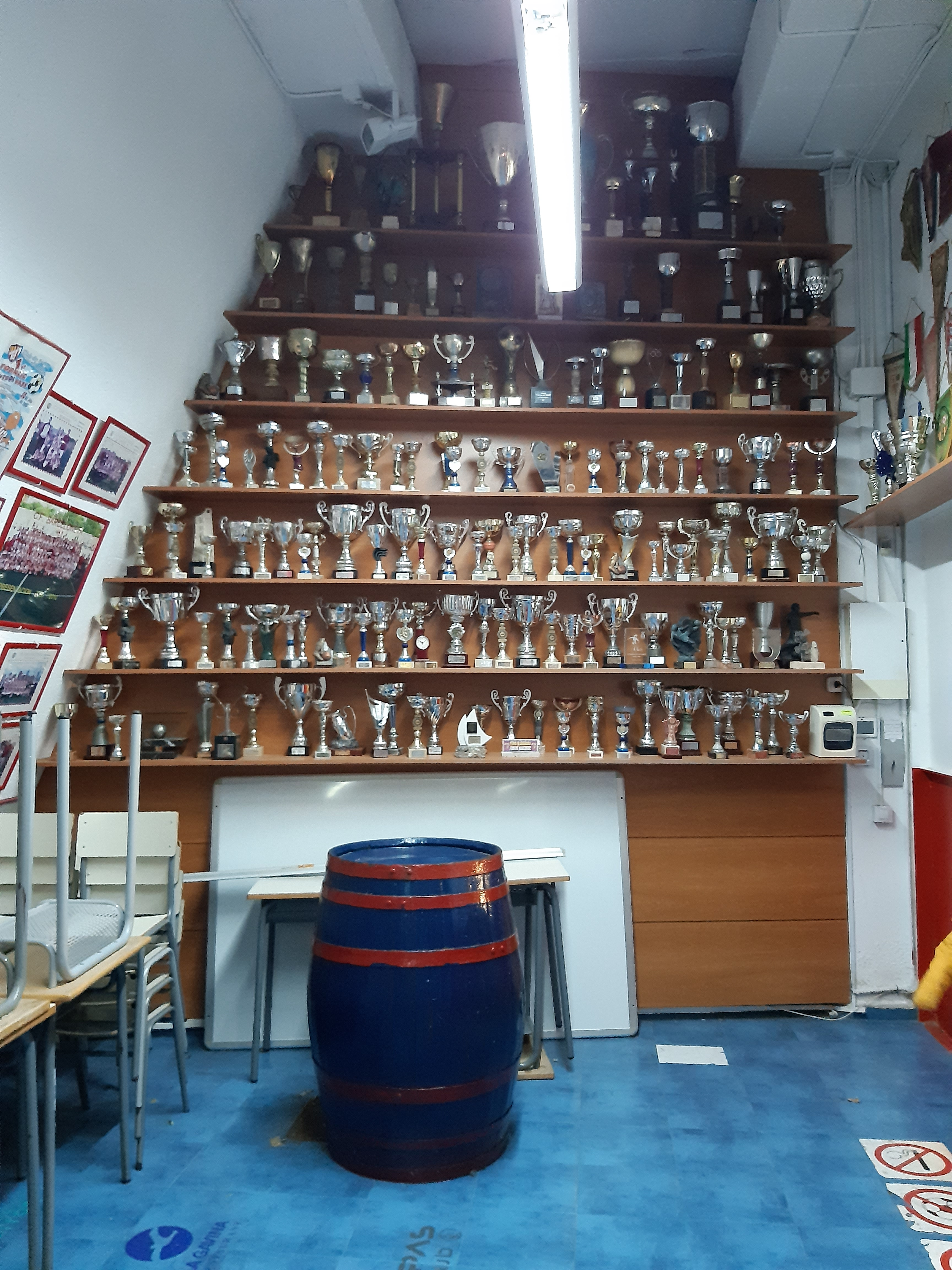
Vitrina de exposición de los trofeos del club

## Temporadas
Masculino:
- 1994-1995 Primera Div. Catalana 13º
- 1995-1996 Primera Div. Catalana 5º
- 1996-1997 Primera Div. Catalana 6º
- 1997-1998 Primera Div. Catalana 16º
- 1998-1999 Primera Div. Catalana 20º
- 2011-2012 Segunda Catalana (G2) 17º

## Palmarés
- Primera catalana de fútbol (1) : 1993-94 (Grupo I)
- Segunda catalana de fútbol (2) : 1989-90 (Grupo III), 2009-10 (Grupo III)

## Femenino
- 2020-2021 Segunda Div. Catalana 6º
- 2021-2022 Segunda Div. Catalana (G2)

## Fútbol base
- Escuela
- Prebenjamín A
- benjamín A
- benjamín B
- Alevín A
- Alevín B
- Alevín F
- Infantil A
- Infantil B
- Cadete F
- Cadete A
- Cadete B
- Cadete C
- Juvenil A
- Juvenil B
- Filial M
- Filial F